# Đức Tuyền quân
Đức Tuyền quân Lý Hậu Sinh (德泉君 李厚生, 1397 - 1465) quê ở Toàn Châu, là vương tử của Triều Tiên Định Tông và Thành tần Trì thị, thụy hiệu Tích Đức công (積德公).

## Cuộc sống
Đức Tuyền quân là vương tử của Triều Tiên Định Tông và Thành tần Trì thị, Thế Tông năm thứ 6, 1444, phong Đức Nguyên Chính (德原正), sau thành Đức Xuyên Chính (德川正), 1460, nhận phong tước quân Đức Tuyền quân (德泉君), ông cũng nổi tiếng là một người đôn hậu hiền lương giống cha, tuy là một thân vương, ông vẫn ra đồng cày cấy làm việc như những người nông dân bình thường, trong nhiều năm liên tiếp các vùng ven sông Geum chịu đựng hậu quả của các trận lũ quét, ông thường tìm cách cứu các nạn nhân ảnh hưởng bởi lũ, người dân thường gọi ông là Đức Tuyền công (積德公) để tỏ lòng tôn kính.

## Gia quyến
- Nội Tổ phụ: Thái Tổ Đại vương
- Nội Tổ mẫu: Thần Ý Vương hậu Hàn thị
  - Phụ vương: Định Tông Đại vương
- Ngoại Tổ phụ: Tán Thành sự (贊成事) họ Trì
  - Thân mẫu: Thành tần Trì thị
    - Vương đệ: Tuyên Thành quân Lý Mậu Sinh (李末生)
    - Phu nhân: Cao Trạch Quận phu nhân(高澤郡夫人) Trường Thủy Lý thị (長水 李氏), con gái của Trường Xuyên Phủ viện quân (長川府院君) Lý Tòng Mậu (李從茂)
      - Đích Trưởng tử: Thân Tông quân(新宗君)·Cung Giản công(恭簡公) Lý Hiếu Bách (李孝伯)
      - Đích Thứ tử: Phú Nhuận Đô chính (富潤都正) Lý Hiếu Thúc (李孝叔)
      - Tử: Vân Thủy quân(雲水君)·Tương Hồ công(襄胡公) Lý Hiếu Thành (李孝誠)
      - Tử: Tùng Lâm quân(松林君) Lý Hiếu Xương (李孝昌)
      - Đích Trưởng nữ: Không rõ tên, hạ giá lấy Thành Tán (成瓚) Xương Ninh (昌寧)
        - Ngoại Tôn tử: Thành Hy Nhạn (成希顔), một trong những Trung Tông Phiên chính Công thần.

      - Đích Thứ nữ: Không rõ tên, hạ giá lấy Thân Giáp Chí (申甲之) ở Bình Sơn (平山)
      - Nữ: Không rõ tên, hạ giá lấy Nguyên Trọng Trĩ (元仲穉) ở Nguyên Châu (原州)
      - Nữ: Không rõ tên, hạ giá lấy Lý Xương Thần (李昌臣) ở Toàn Nghĩa (全義)
      - Nữ: Không rõ tên, hạ giá lấy Phác Quỳ Hiếu (朴季孝)

    - Thiếp: Không rõ tên
      - Thứ nữ: Không rõ tên, gã cho Cù Thế Kỳ (具世其) ở Lăng Thành (綾城)